# HMS Vanguard (23)
HMS Vanguard (23) là một thiết giáp hạm nhanh của Hải quân Hoàng gia Anh Quốc được hạ thủy vào giai đoạn cuối của Chiến tranh Thế giới thứ hai và chỉ được đưa vào hoạt động sau khi cuộc xung đột này đã kết thúc. Nó là chiếc duy nhất trong lớp của nó, và là chiếc thiết giáp hạm lớn nhất, nhanh nhất cũng như là cuối cùng của Hải quân Hoàng gia, và là chiếc cuối cùng được chế tạo tại châu Âu. Vanguard được sử dụng trong các cuộc thực tập huấn luyện cùng lực lượng của khối NATO trong những năm 1950 trước khi được đưa về lực lượng dự bị vào năm 1955 và bị tháo dỡ vào năm 1960.

## Bối cảnh
Vào lúc Chiến tranh Thế giới thứ hai nổ ra, Bộ Hải quân Anh quyết định tập trung những nguồn lực còn hạn chế về vật liệu và nhân lực của ngành đóng tàu vào những chiếc có thể đưa vào sử dụng nhanh chóng, hơn là những tàu chiến to hơn hay mạnh hơn vốn có thể hoàn tất quá trễ để phục vụ trong cuộc chiến này. Vì phải mất nhiều thời gian và tiêu tốn nhiều nguồn lực cho việc chế tạo 12 tháp pháo 406 mm (16 inch) ba nòng cần thiết cho những chiếc thiết giáp hạm thuộc lớp Lion, việc đóng bốn chiếc này thoạt tiên bị tạm dừng rồi cuối cùng bị hủy bỏ vào giai đoạn giữa chiến tranh.
Một phương án thay thế được đề nghị vào năm 1940 sử dụng bốn tháp pháo nòng đôi 381 mm (15 inch) dư ra vốn từng được sử dụng trên những chiếc tàu chiến-tuần dương HMS Courageous và HMS Glorious trong giai đoạn Chiến tranh Thế giới thứ nhất. Đủ để trang bị cho một thiết giáp hạm mới, bốn tháp pháo này đã được tháo dỡ trong quá trình cải biến Courageous và Glorious thành những tàu sân bay vào cuối những năm 1920 và vẫn còn được cất giữ. Người ta đã đề nghị sử dụng bệ và tháp súng của hai chiếc tàu chiến tuần dương trên một thiết kế của Lion được cải tiến để đẩy nhanh việc chế tạo, khiến đưa đến cái tên lóng châm biếm "thiết giáp hạm với hàm răng của bà dì vĩ đại".
Bộ Hải quân Anh đặt hàng một thiết kế thiết giáp hạm tải trọng 40.000 tấn sử dụng các vũ khí này, dự định trở thành hạt nhân của Hạm đội Viễn Đông, nơi mà tốc độ cao và vũ khí trang bị của nó so sánh được với các tàu chiến Nhật Bản. Vanguard được đặt lườn vào năm 1941 bởi hãng John Brown and Company tại Clydebank thuộc Scotland, và được hạ thủy vào tháng 11 năm 1944. Tuy nhiên, cùng với việc Nhật Bản sắp đầu hàng, người ta đã không gấp rút hoàn tất nó, và Vanguard chỉ được đưa ra sử dụng vào năm 1946.
Trong khi các tháp pháo 381 mm (15 inch) được báo cáo có nguồn gốc từ Courageous và Glorious, các khẩu pháo thực sự được lấy từ một nguồn dự trữ nòng pháo vốn được sử dụng trên nhiều tàu chiến khác nhau, bao gồm Queen Elizabeth, Royal Sovereign và nhiều chiếc khác. Một khẩu pháo duy nhất có nguồn gốc từ Courageous hay Glorious nhưng chỉ đến được Vanguard sau khi từng được trang bị cho HMS Warspite. Bản thân hai tháp pháo từng được dự định để trang bị cho các tàu chiến-tuần dương Renown và Repulse trước khi thiết kế của chúng bị cắt giảm từ bốn xuống còn ba tháp pháo, và các phụ tùng thay thế đến từ Courageous và Glorious.

## Thiết kế

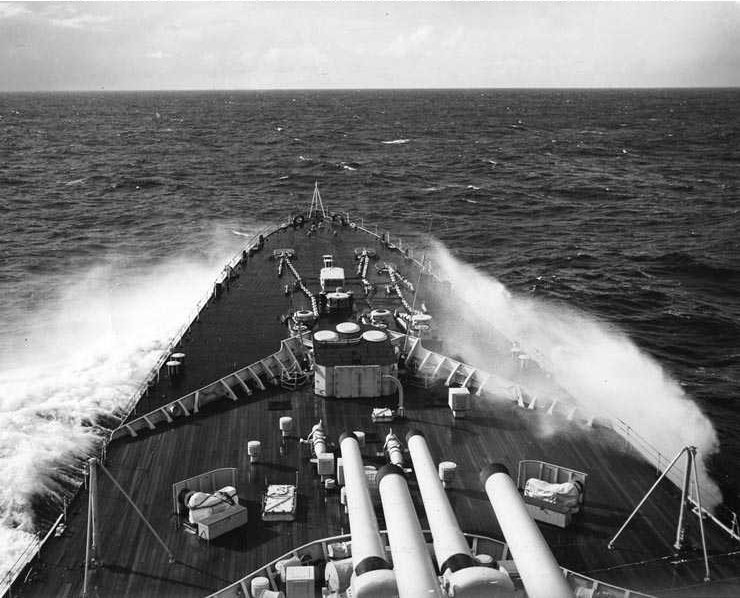
HMS Vanguard trong cuộc tập trận Chiến dịch Mainbrace của khối NATO năm 1952

Vanguard độc đáo trong số các thiết giáp hạm Anh Quốc do được trang bị hệ thống điều khiển động lực từ xa (RPC: remote power control) cho cả dàn pháo chính, pháo hạng hai và hỏa lực nhẹ; cùng với Bảng điều khiển hỏa lực Admiralty Mk X cho mục tiêu mặt biển của dàn pháo chính. Có hai tháp điều khiển hỏa lực (DCT) dành cho dàn pháo chính 381 mm (15 inch), mỗi bộ trang bị một radar điều khiển hỏa lực Kiểu 274 "phô-mai kép" bước sóng centi-mét để đo tầm xa và xác định điểm rơi của đạn pháo. Bốn bộ điều khiển hỏa lực DCT Mark 37 của Mỹ dành cho dàn pháo hạng hai 133 mm (5,25 inch), mỗi bộ mang một vòm kép của Radar bước sóng centi-mét Kiểu 275. Sau cùng, mỗi tháp pháo Bofors 40 mm sáu nòng Mark VI có riêng một bộ điều khiển CRBF ("close range blind fire") với bộ điều khiển động lực từ xa RP50 RPC và Radar Kiểu 262. Kiểu 262 là một radar bước sóng centi-mét phát sóng qua một đĩa parabol nhỏ cung cấp một vòm tìm kiếm hẹp. Ăn-ten của nó là kiểu xoay lệch trục ở tốc độ cao tạo ra một vòm rộng hơn có khả năng khóa một mục tiêu. Bệ pháo phòng không Bofors 40 mm STAAG Mk.I cũng mang theo Radar Kiểu 262 cho chính nó. Nguyên thủy nó được bố trí bên dưới các nòng pháo, nhưng do phải chịu đựng rung động mạnh nó được tái bố trí sau đó bên trên bệ pháo. Các hệ thống radar khác bao gồm Kiểu 960 cảnh báo trên không, Kiểu 293 xác định mục tiêu và Kiểu 277 dò tầm cao.
Vanguard được xem là một tàu có khả năng đi biển rất tốt, có thể giữ lườn tàu thăng bằng ngay cả khi biển động mạnh. Đó là nhờ áp dụng kiểu loe lớn trên mũi tàu sau những kinh nghiệm hoạt động của những chiếc tiền nhiệm thuộc lớp King George V. Những thiết giáp hạm trước đó đã được chế tạo với hầu như không có sự cong lên ở sàn tàu chính phía trước nhằm cho phép tháp pháo A có thể bắn thẳng ra phía trước ở góc nâng 0°, đưa đến kết quả tính năng đi biển kém và tràn nhiều nước ở phía mũi. Trong các cuộc tập trận của khối NATO vào những năm 1950, sàn tàu của Vanguard giữ được khô ráo trong hoàn cảnh thời tiết xấu của khu vực Bắc Đại Tây Dương trong khi các tháp pháo phía trước của các thiết giáp hạm lớp Iowa của Hải quân Hoa Kỳ phải chịu ướt.

## Lịch sử hoạt động

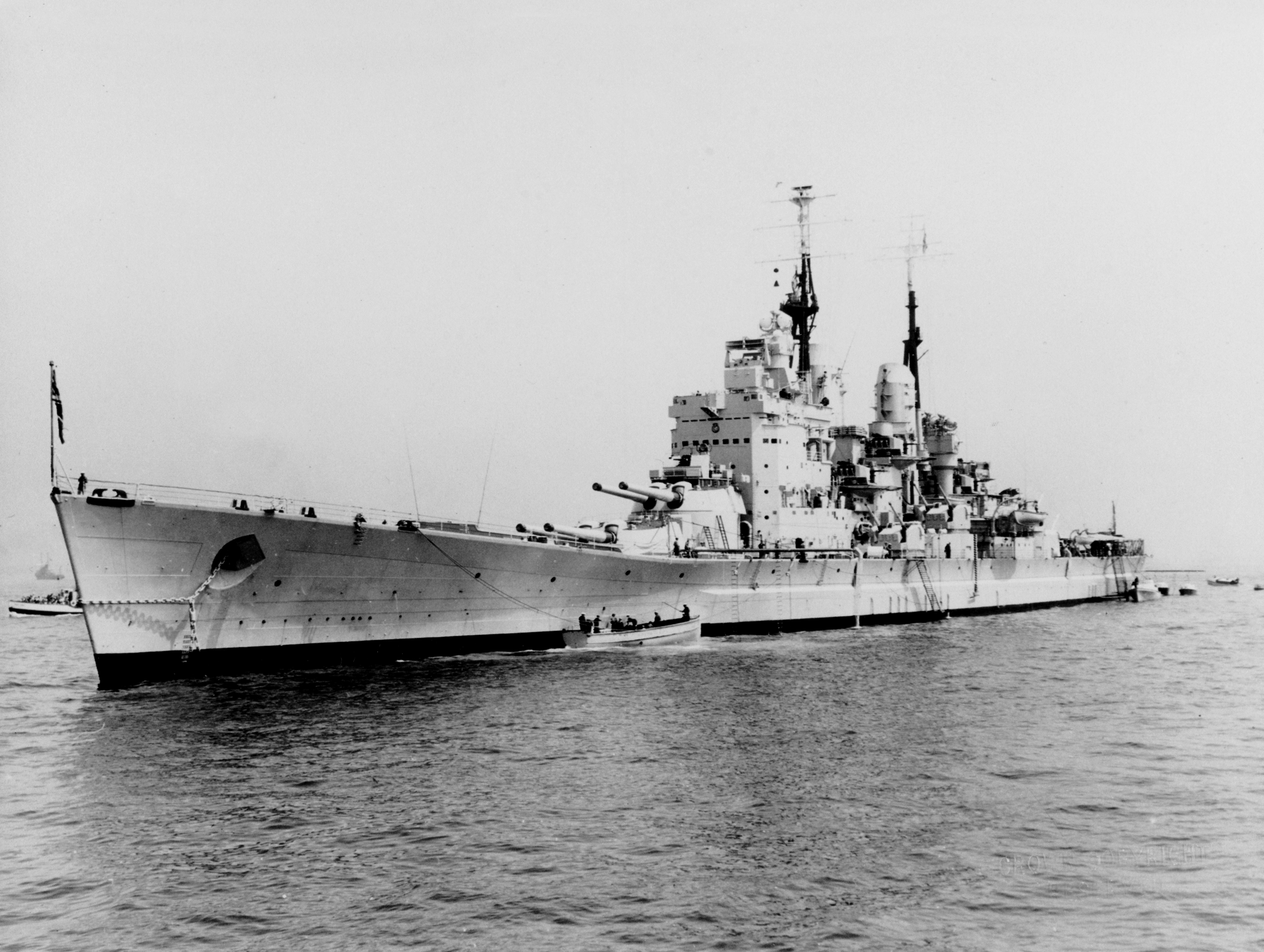
HMS Vanguard đang thả neo.

Vanguard đã đảm trách nhiều vai trò khác nhau, bao gồm soái hạm, tàu huấn luyện, kể cả như một "Du thuyền Hoàng gia" khi vào năm 1947 đã đưa Hoàng gia của Vua George VI đến Nam Phi. Đây là dịp mà con gái ông Elizabeth II, lúc đó là một Công chúa, lần đầu tiên rời Anh Quốc. Con tàu đã phải mất 17 ngày để đến được Nam Phi.
Vào cuối năm 1954 Vanguard đi đến Căn cứ Hải quân Hoàng gia Devonport để tái trang bị. Khi hoàn tất vào năm 1955, nó không quay trở lại Hạm đội Nhà Anh Quốc mà lại đưa về lực lượng dự bị. Năm 1956 Vanguard trở thành soái hạm của Hạm đội Dự bị Hoàng gia Anh. Trong khi neo đậu tại Fareham Creek, trong thời gian nó nằm trong lực lượng dự bị, các cảnh quay trong bộ phim Sink the Bismarck! đã được thực hiện trên tàu. Trong thời gian này xảy ra một số tranh luận về tương lai của con tàu; và người ta đã thông báo vào tháng 10 năm 1959 là Vanguard sẽ bị tháo dỡ vào năm 1960. Các nỗ lực nhằm biến nó thành một bảo tàng đã không thành công.
Vào ngày 4 tháng 8 năm 1960, Vanguard được kéo từ Portsmouth đến xưởng tháo dỡ tại Faslane thuộc Scotland. Nó được tháo dỡ tại Faslane từ năm 1960 đến năm 1962.